# Mirabela Dauer
Mirabela Dauer, născută Mirabela Scorțaru, (n. 9 iulie 1947, București, România) este o cântăreață română de muzică ușoară. Alături de Corina Chiriac și Angela Similea, Mirabela Dauer a fost una din cele mai frecvente și iubite prezențe pe scena muzicală și de divertisment TV din anii '70-'80. A lansat până în prezent 40 de albume. Printre șlagărele ei se numără: „Ce dor mi-a fost de ochii tăi”, „Dormeau pe-o frunză două stele” și „Te aștept să vii” („Fotoliul din odaie”). În noiembrie 2017 a înregistrat 20 de melodii noi. Are un repertoriu de peste 600 de cântece. Ultima piesă scoasă de artistă se numeste « Te am pe tine« scrisă în colaborare cu Raoul.

## Activitate muzicală
În anul 1963 Mirabela Dauer a debutat alături de formația rock Roșu și Negru (cu care interpreta, în special, melodii din repertoriul Ritei Pavone, cântăreață italiană de muzică pop-rock a anilor '60). Din 1967, Mirabela a urmat cursurile Școlii Populare de Artă la clasa profesoarei Florica Orăscu, corepetitori fiind Marius Țeicu și Marius Popp. În 1970 a avut loc debutul Mirabelei Dauer la Televiziune, în emisiunea „Tele-Top”, unde a interpretat melodia „De când te-am întâlnit”, compusă de Marius Țeicu. Mirabela a devenit, în scurt timp, o prezență constantă a emisiunilor de televiziune. De-a lungul carierei sale artistice Mirabela Dauer a interpretat melodii compuse de: Marcel Dragomir, Marius Țeicu, Vasile Vasilache, Marian Nistor, Ionel Tudorache, Anton Șuteu, Temistocle Popa, Ion Cristinoiu, George Grigoriu, Vasile Șirli, Mircea Drăgan etc. Începând cu 2004 colaborează cu interpretul de muzică ușoară Rareș Borlea (Raoul).

## Premii
- 1975 - pe scena Festivalului "Melodiile prietenilor" de la Moscova obține Premiul I.
- 1976 - participă la Festivalul "Orfeul de Aur" din Bulgaria, unde câștigă Premiul al-III-lea (Orfeul de Bronz).
- 1978 - participarea la Festivalul Internațional al Șlagărelor de la Dresda, i-a adus Premiul al-II-lea pentru Interpretare.
- 1979 - obține Premiul Interviziunii pe scena Festivalului Internațional de la Sopot (Polonia), cu melodiile "Darul Copiilor" și "Teatrul de păpuși" compuse de Marcel Dragomir.
- din 1980 - participă la emisiunile-concurs "Șlagăre în devenire" obținând Premiul de Popularitate cu "Taina nopții" (Ion Cristinoiu) și Premiul Tinereții cu "Darul copiilor" (Marcel Dragomir). Melodiile "Vis de pace" și "Te-aștept să vii", (Ionel Tudor) obțin Premiul Juriului și Premiul de Popularitate. Cântecele "În zori" și "Cântec pentru pacea lumii" (Vasile Vasilache) obțin Premiul Juriului.
- 1985 - participă la Festivalul "Lira Bratislavei" unde obține Premiul al-III-lea (Lira de Bronz), cu melodia "Bine ai venit iubire" (Temistocle Popa).
- 1995 - primește Discul de Aur oferit de Casa de Discuri "Electrecord" pentru albumul "Best of".[2]
- 2002 - i se decernează Diploma de Excelență a Ministerului Culturii și Cultelor, în cadrul Galei "O zi printre stele".
- 2004 - este decorată cu Ordinul Național "Meritul Cultural" - clasa I în grad de "Cavaler", de către Președintele României.
- 2006 - TVR îi oferă Mirabelei Dauer "Diploma de Onoare" și Trofeul "TVR50"

## Participări la Festivalul de la Mamaia
- 1969 - Premiul Juriului pe scena Festivalului Național de Muzică Ușoară de la Mamaia.
- 1971 - Premiul la secțiunea Interpretare în cadrul Festivalului de la Mamaia.
- 1976 - Revine pe scena Festivalului "Mamaia" și obține Mențiunea Specială a Juriului.
- 1983 - Premiul juriului pentru piesa "Eu cred în dragoste" (Cornel Fugaru/Eugen Rotaru); Premiul special al Centralei ONT "Litoral" pentru "Bine-ai venit, iubire" (Temistocle Popa).
- 1984 - Premiul special al juriului pentru "Magistrala albastră" (Vasile Vasilache-Junior). Participă și cu piesa “Viața mea” (Marcel Dragomir). În cadrul acestei ediții Mirabela susține și un recital.
- 1985 - Premiul de popularitate pentru  "De  ce nu-mi spui că mă iubești?" (Vasile Vasilache-Junior). Mai participă și cu melodiile "Nu mai vreau" (Horia Moculescu), "Ești visul meu" (Marius Țeicu). În cadrul acestei ediții Mirabela susține și un recital alături de formația "Savoy".
- 1986 - Premiul special al juriului pentru "Vreau iubirea când se-arată" (Temistocle Popa). Participă și cu piesele "Să te găsesc" (Vasile Vasilache-Junior) și "O planetă a iubirii" (Marius Țeicu).
- 1987 - Premiul special al juriului pentru "Stai lângă fruntea mea" (Mircea Drăgan) și "Vom trăi cât vom iubi" (George Grigoriu). Participă și cu piesa "Dragoste" (compozitor Ionel Tudor). În cadrul acestei ediții Mirabela susține și un recital alături de formația "Academic".
- 1989 - Premiul special al juriului pentru "Cine iubește" (Jolt Kerestely). Participă și cu piesa "Orice zi din viața mea" (Marcel Dragomir).
- 1991 - Membră în juriu. În cadrul acestei ediții Mirabela susține și un recital memorabil alături de formația Doina și Ion Aldea Teodorovici.
- 1992 - Premiu pentru "E bine, bine, e foarte bine" (Marcel Dragomir). În cadrul acestei ediții Mirabela susține și un recital.
- 1994 - Participă cu piesa "Copiii străzilor" (Cornel Fugaru) la sectiunea "Șlagăre".
- 2001 - Micro-recital în ultima seară a Festivalulului.
- 2006 - TVR îi oferă Mirabelei Dauer "Diploma de Onoare" și Trofeul "TVR50" în cadrul unui Micro-Recital cu Orchestra Radio.
- 2007 - Membră în juriu și Micro-Recital cu Raoul.
- 2010 - Micro-Recital. Primește o diplomă și o plachetă de onoare cu ocazia celei de-a 40-a ediții a Festivalului.

## Participări la Festivaluri Internaționale
- În 1974 începe seria colaborarilor cu Televiziunea poloneză. Mirabela Dauer a apărut în mai multe show-uri prezentate de studiourile TV din Varșovia, Katowice și Cracovia. Cântă în Polonia alături de formația NO-TO-CO.
- În 1975 apare pe scena Festivalului "Lira Bratislavei" acompaniată de formația Mondial.
- În 1977 apare la Televiziunea din Bratislava; cântă apoi în Rusia, Ungaria și Bulgaria.
- În 1983 participă la Festivalul Cântecului din Cuba.

## Diverse
- Mirabela Dauer a susținut un recital memorabil alături de regretații Doina și Ion Aldea Teodorovici la Festivalul de la Mamaia, în 1991.
- A apărut în filmul Buletin de București (1983).
- A făcut turnee cu Teatrul "Constantin Tănase" din București în toate țările Europei de Est dar și în Germania, Israel, Franța și Cuba.
- Alături de grupurile Sincron, Mondial, Savoy, Progresiv TM, Post Scriptum, Romanticii și Romanticii '90 a susținut mii de concerte în țară.
- Din 1992 a început să cânte, anual, în Statele Unite și Canada.
- Din 1999, după o absență de 7 ani, a reluat seria turneelor pe Litoral.
- Editura "Nemira" a lansat volumul autobiografic "Mirabela", realizat în colaborare cu jurnalista Anca Nicoleanu.

## Piese din repertoriu
- "Ce-mi place mie" (Aurel Giroveanu);
- "La primăvară" (Iuliu Merca);
- "Ești visul meu" (Marius Țeicu);
- "Taina nopții" (Ion Cristinoiu);
- "De ce nu-mi spui că mă iubești" (Vasile Vasilache Junior); https://www.youtube.com/watch?v=IR9RBh_fikQ
- "Te-aștept să vii" (Ionel Tudor); https://www.youtube.com/watch?v=Fc3yfQIusdg
- "Bine-ai venit, iubire" (Temistocle Popa);
- "Eu cred în dragoste" (Cornel Fugaru); https://www.youtube.com/watch?v=vahzfWo_ukY
- "Mulțumesc iubită mamă", https://www.youtube.com/watch?v=EUMHzm6Pg54
- "Frunza mea albastră" (Marian Nistor); https://www.youtube.com/watch?v=AN_cTidrrp0
- "Stai lângă fruntea mea" (Mircea Drăgan).
- "Morărița" (Vasile Vasilache)
- Melancolie (repertoriu Rep. Moldova)
- De dragul tău (Temistocle Popa)
- Visatoare (Marcel Dragomir)
- Dacă-mi spui bun rămas (Paul Urmuzescu)
- Eu am încredere în tine (Laurențiu Profeta)
- Însingurare (Jolt Kerestely)
- Fără tine (Marcel Dragomir)
- Totdeauna (Marcel Dragomir)
- Doar tu vei fi (Mircea Dragan)
- Vino, seară, vino (Ionel Tudor) https://www.youtube.com/watch?v=IusJwn0wEb8
- De-as putea sa-nving iubirea (Vasile V. Vasilache)
- Te iubesc orice ar spune lumea (Vasile V. Vasilache)
- Nu, eu nu pot sa te mint (Vasile V. Vasilache)
- De-aș fi avut (Vasile V. Vasilache)
- Pentru tine, dragoste (Vasile V. Vasilache)
- Ce mai vrei azi de la mine (Vasile V. Vasilache)
- Pe drumul vieții (Vasile V. Vasilache)
- Dragostea când va veni (Vasile V. Vasilache)
- Doar iubirea (Anton Suteu)
- Tu ești steaua mea (George Nicolescu)
- Gândul visător (Dani Constantin)
- O zi fără iubire (Mihai Constantinescu)
- Cântec pentru copilul meu (George Nicolescu)
- Dacă nu erai tu (Jolt Kerestely)
- Iubire, speranță și fericire (Mihai Constantinescu)
- În ochii tăi visam (Dinu Giurgiu)
- Dimineți cu ferestre deschise (Ștefan Hrușcă și Vasile Seicaru)
- Vine iar vacanța (Marius Țeicu)
- Vino iar, iubire (Jolt Kerestely)
- Nu știai (Marius Țeicu)
- Cântec de iubire (Dan Dimitriu)
- Dacă-i ști cât te iubesc (duet cu Aurelian Andreescu, muzica Marius Țeicu)
- Eternul te iubesc (Jolt Kerestely)
- Încearcă să ierți (Marius Țeicu)
- Îți voi cânta (Marius Țeicu)

## Discografie
| Albume de studio - Voi cânta (1980, Electrecord, LP) - Taina nopții (1982, Electrecord, LP) - În zori (1984, Electrecord, LP) - Morărița (1985, Electrecord, LP, MC) - Dimineți cu ferestre deschise (1986, Electrecord, LP) - Ești visul meu (1986, Electrecord, LP) - Te-aștept să vii (1987) - De dragul tău (1988, Electrecord, LP) - De ce nu-mi spui că mă iubești (1988, Electrecord, LP) - Bine te-am găsit (1989, Electrecord, LP) - Nopți albe de dor (1990) - Mirabela și Romanticii '90 (1991) - Dacă nu te-aș iubi (1992) - E bine, e bine, e foarte bine (1992) - Te iubesc, iubirea mea (1994) - Nu te părăsesc iubire (1996) - Plânge un artist (cu Cătălin Crișan, 1997) - Tu (1998) - Ești bărbatul altei femei (2000) - De ce oare? (2003) - Grădina dragostei (2004) | Compilații - Best of (1995) - Best of - vol.1 (2006) - Best of - vol.2 (2008) |

Albume în colaborare cu Raoul
- Aș vrea să-mi dai inima ta (2005) (Raoul, 2005)
- Dar din Rai (2005) (Raoul, 2005)
- Floare albă, floare albastră (Raoul, 2007)
- Pentru inima mea (Raoul, 2009)
- În brațele tale (2011)

## Premii și distincții
Președintele României Ion Iliescu i-a conferit artistei Mirabela Dauer la 10 decembrie 2004 Ordinul Meritul Cultural în grad de Cavaler, Categoria B - "Muzică", „pentru contribuțiile deosebite în activitatea artistică și culturală din țara noastră, pentru promovarea civilizației și istoriei românești”.